# ألكسيس ماركيز
ألكسيس ماركيز (بالإسبانية: Alexis Márquez) هو سباح فنزويلي، ولد في 25 مارس 1989 في كاراكاس في فنزويلا.

## وصلات خارجية
- ألكسيس ماركيز على موقع أوليمبيديا (الإنجليزية)